# Aériane SWIFT

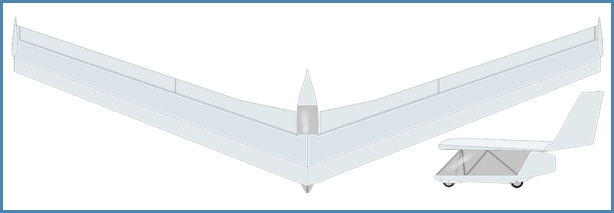
Swift

Das Gleitflugzeug Aériane SWIFT (Swept Wing with Inboard Flap Trim) wurde ursprünglich als starrer Hängegleiter entworfen, das deren Flugleistungen jedoch deutlich übertreffen sollte. Der Entwurf basierte auf einer Zusammenarbeit zwischen Bright Star Gliders, Ilan Kroo, einem Professor der Stanford University sowie einer Gruppe von Studenten.

## Start und Landung
Der Swift kann auf verschiedene Arten gestartet werden.
- Fußstart am Hang wie ein Hängegleiter
- Start auf Rädern beim Windenschlepp oder Ultraleichtflugzeug-Schlepp.

Beim Fußstart wird der Swift aufgenommen. Das Gewicht des Geräts liegt dabei auf den Schultern auf. Der Pilot läuft zum Start mit dem Gerät einen Hang hinab und beschleunigt, bis ihn der Flügel trägt und vom Boden hebt. Der Pilot wird dabei von einer Art Hängematte gehalten. Nach dem Abheben zieht er seine Beine ein, der Bodenbereich der Pilotenverkleidung wird dann mit einer flexiblen Gummitür verschlossen.
Die Landung kann ebenfalls auf den Füßen erfolgen. Üblicherweise erfolgt die Landung jedoch auf einem Rad und einer Kufe, die beide in die Pilotenverkleidung integriert sind.

## Flug
Im Flug wird der Swift wie die meisten Flugzeuge über drei Achsen gesteuert. Die Steuerung über die Quer- und Längsachse erfolgt mit einem Sidestick; die Steuerung um die Hochachse mit Pedalen. Zur Verbesserung des Gleitwinkels bei höheren Geschwindigkeiten kann der Pilot zusätzlich den Schwerpunkt durch Verschieben seines Körpers nach vorne bewegen. Der Gleitwinkel kann durch gegenläufige Betätigung der beiden Seitenruder in den Winglets und zusätzlich durch Störklappen reduziert werden. Besonderheit ist allerdings die erstmalige Verwendung von lastigkeitsfreien Wölbklappen bei einem Serien-Nurflügel, der die Maschine auch ihren Namen verdankt.

## Varianten
Der Swift ist ein Gleitflugzeug (d. h. ein fußstartfähiges Segelflugzeug). Es existieren aber Varianten als Zweisitzer (Tandem Swift) und als Motorsegler (Swift-PAS), die sich lediglich im Rumpfteil unterscheiden. Später wurde eine leichtere Version des Flügels Swift’Lite entwickelt.

## Technische Daten
| Kenngröße              | Daten Swift’Lite       |
| ---------------------- | ---------------------- |
| Spannweite             | 12,8 m                 |
| Flügelfläche           | 12,6 m²                |
| Streckung              | 13                     |
| Gleitzahl              | 27 bei 60–70 km/h      |
| Geringstes Sinken      | 0,6 m/s bei 45 km/h    |
| Leermasse              | 48 kg                  |
| Mindestgeschwindigkeit | 32 km/h (Klappen: 20°) |
| Höchstgeschwindigkeit  | 120 km/h               |